# Kinematična viskoznost
Kinematična viskoznost je ustrezen parameter predvsem pri opisu toka tekočin pod vplivom gravitacije. 
Kjer je v=η/ρ, kjer je ρ gostota tekočine in η koeficient viskoznosti.